# Piper capense
Piper capense là một loài thực vật có hoa trong họ Hồ tiêu. Loài này được L.f. miêu tả khoa học đầu tiên năm 1782.